# Zamek Övedskloster
Zamek Övedskloster (szw. Övedsklosters slott) – zabytkowy zamek położony siedem kilometrów na północny-zachód od miasta Sjöbo, w rejonie Skania (Szwecja).
W średniowieczu znajdował się tu klasztor, który po reformacji trafił w ręce prywatne. W drugiej połowie XVIII w. właściciel ziemski Hans Ramel (1724–1799), który nabył posiadłość, zlecił rozbiórkę starych zabudowań klasztornych i wzniósł  obecny zamek według projektu architekta Carla Hårlemana (1700–1753). Hans Ramel był żonaty z Amalią Beatą Lewenhaupt (1726–1810). Od frontu ryzalit zwieńczony szczytem zawierający herb  Ramel oraz rok budowy 1776 zapisany cyframi rzymskimi (MDCCLXXVI).

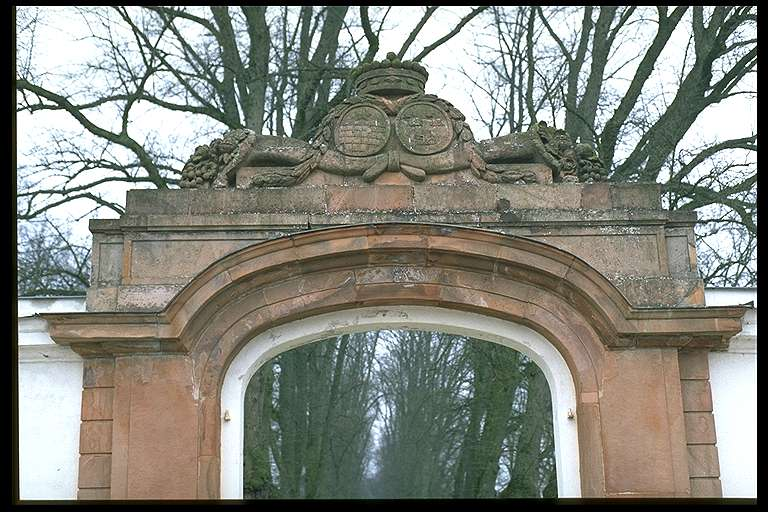
Brama z herbem Ramel i Lewenhaupt
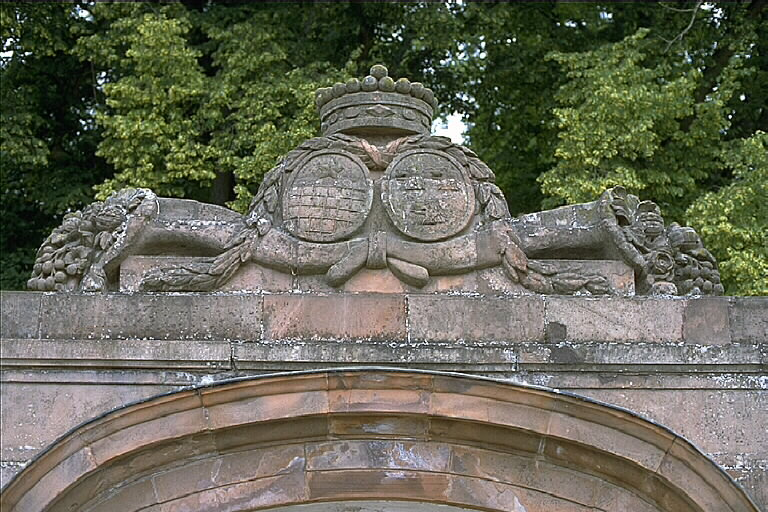
Brama z herbem Ramel i Lewenhaupt
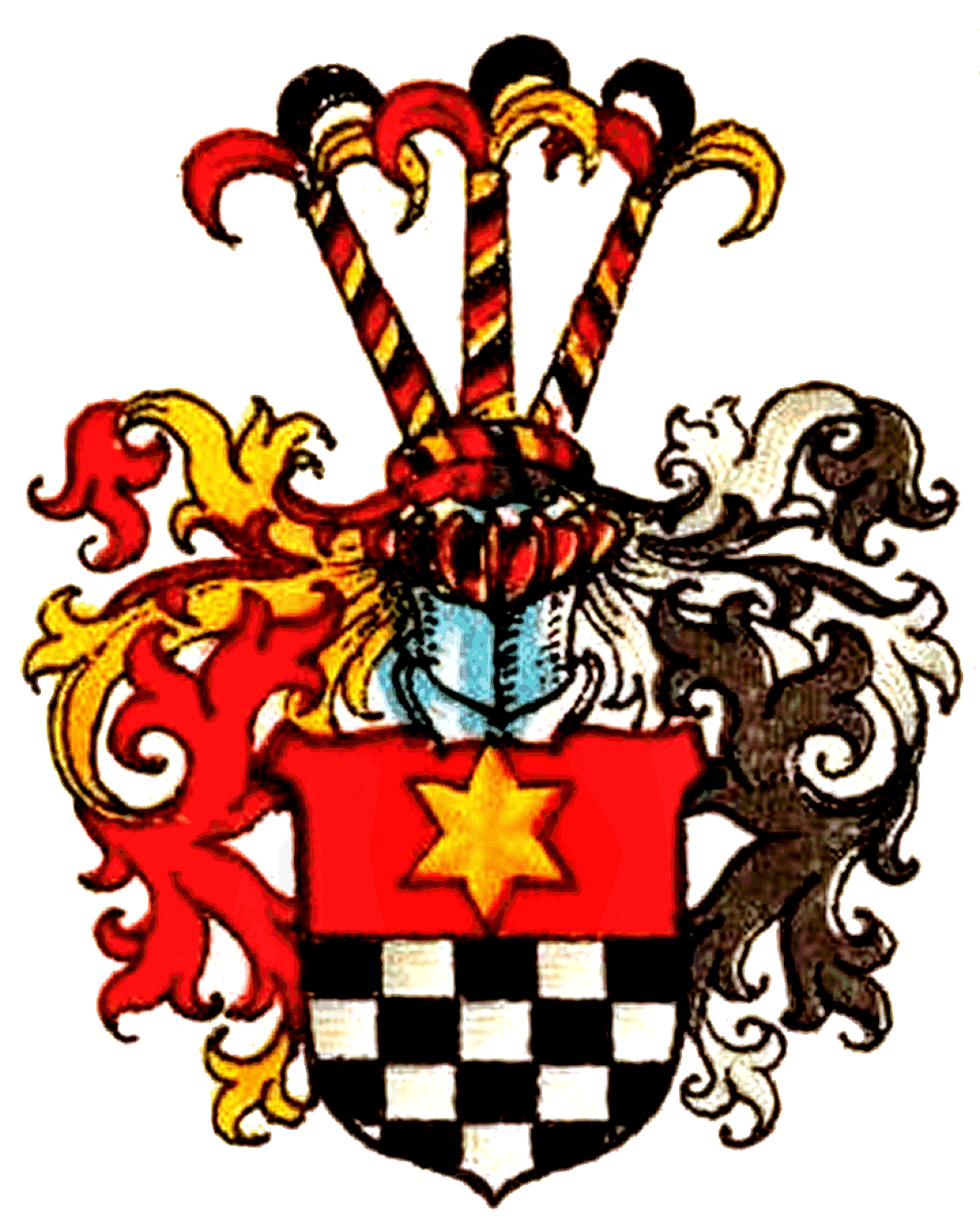
Herb Hansa Ramela
Herb Amalii Lewenhaupt